# Championnats d'Europe de nage en eau libre 1991
Navigation
1989 1993
La 2e édition des Championnats d'Europe de nage en eau libre se déroule du 14 au 15 septembre 1991 à Terracina en Italie.

## Podiums
Les médaillés sont :
| Épreuves | Or                                          | Argent                                     | Bronze                               |
| Femmes   | Femmes                                      | Femmes                                     | Femmes                               |
| -------- | ------------------------------------------- | ------------------------------------------ | ------------------------------------ |
| 5 km     | Bea Berzlánovits (HUN) 1 h 13 min 51 s 2    | Yvetta Hlaváčová (TCH) 1 h 14 min 13 s 4   | Mara Data (ITA) 1 h 14 min 13 s 7    |
| 25 km    | Eliane Fieschi (SUI) 6 h 38 min 58 s 8      | Samantha Cavadini (SUI) 6 h 54 min 27 s 7  | Rita Kovács (HUN) 6 h 57 min 29 s 5  |
| Hommes   |                                             |                                            |                                      |
| 5 km     | Stefano Rubaudo (ITA) 1 h 6 min 51 s 7      | Davide Giacchino (ITA) 1 h 7 min 22 s 3    | Hans van Goor (NED) 1 h 7 min 38 s 4 |
| 25 km    | Christof Wandratsch (GER) 5 h 46 min 26 s 2 | Sergio Chiarandini (ITA) 5 h 56 min 50 s 2 | Urs Kohlhaas (SUI) 5 h 58 min 50 s 1 |

## Tableau des médailles
| Rang  | Nation          | Or | Argent | Bronze | Total |
| ----- | --------------- | -- | ------ | ------ | ----- |
| 1     | Italie          | 1  | 2      | 1      | 4     |
| 2     | Suisse          | 1  | 1      | 1      | 3     |
| 3     | Hongrie         | 1  | 0      | 1      | 2     |
| 4     | Allemagne       | 1  | 0      | 0      | 1     |
| 5     | Tchécoslovaquie | 0  | 1      | 0      | 1     |
| 6     | Pays-Bas        | 0  | 0      | 1      | 1     |
| Total | Total           | 4  | 4      | 4      | 12    |